# Pic Loomis
Pour les articles homonymes, voir Loomis.
Le pic Loomis (en anglais : Loomis Peak) est un sommet de la chaîne des Cascades, aux États-Unis. Il culmine à 2 639 mètres d'altitude dans le comté de Shasta, en Californie. Il est protégé au sein de la Lassen Volcanic Wilderness, dans le parc national volcanique de Lassen.